# Vavuniya Airport
Vavuniya Airport (engelska: SLAF Vavuniya) är en flygplats i Sri Lanka. Den ligger i den norra delen av landet, 210 km norr om huvudstaden Colombo. Vavuniya Airport ligger 102 meter över havet.
Terrängen runt Vavuniya Airport är platt, och sluttar västerut. Runt Vavuniya Airport är det ganska tätbefolkat, med 80 invånare per kvadratkilometer. Närmaste större samhälle är Vavuniya, 1,2 km norr om Vavuniya Airport. Omgivningarna runt Vavuniya Airport är en mosaik av jordbruksmark och naturlig växtlighet.